# Boo (film)
Pour les articles homonymes, voir Boo.
Pour plus de détails, voir Fiche technique et Distribution.
Boo est un film d'horreur direct-to-video américain, réalisé et écrit par Anthony C. Ferrante, sorti en 2005.

## Synopsis
Quatre amis, Emmett, Freddy, Marie et Kevin, celui-ci accompagné par sa petite amie Jessie, décident de passer la nuit d'Halloween dans un ancien hôpital psychiatrique abandonné. Par ailleurs, un autre jeune homme, Allan, est à la recherche de sa sœur, Meg, qui a disparu. Il rencontre un vieil ami de son père qui est d'accord pour l'aider. Allan pense que Meg a pu se cacher dans l'hôpital psychiatrique. Les deux groupes s'y retrouvent donc et se rendent compte que celui-ci est hanté...

## Fiche technique
- Titre : Boo
- Titre original : Boo
- Titre français (DVD) : Terror Hospital
- Réalisation : Anthony C. Ferrante
- Scénario : Anthony C. Ferrante
- Production : David E. Allen, Harmon Kaslow, Kismet Entertainment Group, Graveyard Filmworks
- Musique : Alan Howarth, Carey James
- Photographie : Carl Bartels, Nick Franco
- Montage : Chris Conlee
- Direction artistique : Sam Greenmun, John Stewart
- Costumes : Jeannette M. Fuller
- Pays d'origine :  États-Unis
- Langue : anglais
- Genre : Horreur
- Durée : 94 minutes
- Présentation en festival :
  -  France : 13 mai 2005 (Marché du film de Cannes)
  -  Allemagne : 2 août 2005 (Festival du film fantastique de Munich)
  -  États-Unis : 17 octobre 2005 (Screamfest Horror Film Festival (en))
- Date de sortie (en DVD) :
  -  États-Unis : 25 octobre 2005

## Distribution
- Trish Coren : Jessie Holden
- Rachel Harland : Cindy
- Jilon VanOver : Kevin (crédité en tant que Jilon Ghai)
- Happy Mahaney : Emmett
- Shirlene Quigley : Honey
- Algie Hamilton : Count Pimpula
- Dig Wayne (en) : Arlo Ray Baines / Dynamite Jones
- Rosamaria Juarez : Louise
- Nicole Rayburn : Marie
- Josh Holt : Freddy
- M. Steven Felty : Jacob
- Michael Samluk : Allan

## Récompenses et distinctions

### Nominations
- Saturn Award : nommé au Saturn Award de la meilleure édition DVD 2006